# Wilhelm Koenen
Wilhelm Koenen (Hamburg, 1886. április 7. – Kelet-Berlin, 1963. október 19.) német politikus és újságíró. Kalandos politikai pálya után, melynek során végig a kommunista eszméket vallotta, 1933-ban kellett menekülnie a náci Németországból. Először a Saar-vidékre menekült, de az is külföldi megszállás alá került. Ezután Franciaországba, majd Csehszlovákiába menekült, ahol összeházasodott Emmy Dameriussal. 1938-ban Angliába mentek, ahol ellenséges párnak hitték őket és Man-szigetre, majd Kanadába deportálták őket. 1945-ben tértek vissza az NDK-ba.
Sangerhausenben utca viseli nevét.

## Családja
1937-ben házasodott össze Emmy Damerius-Koenen politikus asszonnyal. Fiukat, Heinrich Koenent a sachsenhauseni koncentrációs táborban végezték ki a nácik.